# Cebiche de tiburón
Cebiche de tiburón es una película de comedia peruana dirigida por el argentino Daniel Winitsky. El elenco está conformado por Manuel Gold y César Ritter en los roles protagónicos; contando con Sergio Galliani y Dayiro Castañeda en los roles coprotagónicos; y Gustavo Bueno, Andrés Wiese, Pietro Sibille, Carlos Carlín, Magdyel Ugaz, Micheille Soifer, Wendy Ramos, Manolo Rojas y Francisca Aronsson en los roles antagónicos.
Se puede ver por la plataforma Amazon Prime Video.

## Sinopsis
Cebiche de tiburón cuenta la historia de un aspirante de cocina llamado Pato (Manuel Gold)  que, siguiendo las disparatadas sugerencias de dos brujos (charlatanes, curanderos): el Toyo Sordo (Sergio Galliani) y su sobrino Brujini (Dayiro Castañeda),  decide participar y ganar el Concurso Nacional de Cocina con una receta secreta que ellos le recomiendan. Dentro de la receta, se compromete públicamente a bajar en persona al fondo del mar, encontrar a un tiburón dormilón, despertarlo y hacerlo cebiche. El resultado es una aventura que jamás pensó vivir, pero no lo hará solo, Pato vivirá estas situaciones en compañía de Gato (César Ritter) un vendedor desempleado y amigo de la infancia. Juntos deberán superar sus miedos, enfrentar a enemigos, llegar a un lugar remoto del océano Pacífico y sumergirse sin jaula dentro de un cardumen de tiburones.